# Angostura (gemeente)
Angostura is een gemeente in de Mexicaanse deelstaat Sinaloa. De hoofdplaats van Angostura is Angostura, maar de grootste plaats is La Reforma. Ahome heeft een oppervlakte van 1447 km² en 52.445 inwoners.
Ahome · Angostura · Badiraguato · Choix · Concordia · Cosalá · Culiacán · Eldorado · Elota · Escuinapa · El Fuerte · Guasave · Juan José Ríos · Mazatlán · Mocorito · Navolato · Rosario · Salvador Alvarado · San Ignacio · Sinaloa